# روبرت فرنسيس (شاعر)
روبرت فرنسيس (بالإنجليزية: Robert Francis)‏ هو شاعر أمريكي، ولد في 12 أغسطس 1901، وتوفي في 13 يوليو 1987.